# Будислав Будисављевић
Будислав Будисављевић, (Врело Кореничко, 1872 — Загреб, 24. март 1914) био је српски новинар, саборски заступник и најстарији син попа Јове. Потиче из угледне личке фамилије Будисављевић.

## Биографија
Његов отац Јован Будисављевић био је свјештеник и посланик у Сабору, а његова мајка Параскева односно Петка, како су је увијек звали. Брат му је био Милан Будисављевић. Основну школу је завршио у Врховинама у Лици, први разред гимназије у Госпићу, а остале у Сријемским Карловцима (1891). Потом одлази у Загреб на Правни факултет. Када је апсолвирао право, краће вријеме је био у војној служби, а потом се почео бавити публицистиком. Прикључио се 1897. Уједињеној српској и хрватској омладини, гдје долази у додир са Светозаром Прибићевићем и Јованом Бошњанином. Њих тројица су се 1900. одвојили од хрватске омладине напредњачког смијера и прикључили Српској самосталној странци. Крајем 1902. са друговима из странке преузео је уређивање страначког листа Нови Србобран. Од 1903. до 1906. био је уредник Новог Србобрана и Српскога кола. У периоду од 1903. до 1907. неуморно је држао говоре у име Српске самосталне странке, борећи се против сељачке непросвјечености.
На изборима који су 1906. расписани за Сабор кандидовао се за посланика у изборном котару Вргинмост, гдје је једногласно побиједио. Успјех понавља и у вријеме Раухове владавине на изборима из 1908. У том корату побиједио је 1910., 1911. и 1913. и то једногласно. Тако је од 1906. па све до смрти 1914. непрастано био посланик у Сабору у Загребу и у парламенту у Будимпешти. У Сабору се истакао као одличан говорник, а мађарски посланици запамтили су његов говор на Будимпештанском сабору 1907. када је Српско-хрватска коалиција, чији је био члан, водила опструкцију против жељезничке прагматике.
У вријеме тзв. Велеиздајничког процеса, који се одржавао у Загребу, говорио је на Будимпештанском сабору 1908. и 1909. у одбрану ухапшених Срба, осуђујући званичну политику у Славонији и Хрватској и оне који су процес инсценирали. У Сабору у Загребу од 1906. до 1914. бранио је политику српско-хрватске коалиције и цјелокупно Српство од напада франковаца и њихових политичких савезника. До краја живота радио је као новинар у Српском колу, загребачком Србобрану и новосадском Бранику. Сахрањен је на Мирогоју (Одјел ГИ-грчко-источни, тј. православни, Поље 2, Разред 1, Број 2, Старост 75 година). Вијест о смрти су на насловници објавиле загребачне Новости од 26. марта 1914.

## Занимљивости
Неки уредници српских новина и часописа на територији данашње Хрватске, а ондашње Аустроугарске, нису имали дужи животни вијек. Тако је родом Корчуланин, Србин католик Антун Фабрис, након тамновања због објављивања пјесме Бокешка ноћ у првом књижевном часопису у Дубровнику - Срђ, трајно нарушио своје здравље и преминуо је у 40. години живота. Католички Србин Луко Зоре је поживио 60 година, а уредник Српског гласа у Загребу, Милан Ђорђевић умире у 39. години. Павле Јовановић, први уредник Србобрана, који је такођер био у тамници због неких чланака (критике аустроугарске власти у БиХ)  умире у напону снаге и политиког талента у 48. години живота. Сава Бјелановић, уредник Српског листа, који је касније забрањен и каснијег Српског гласа (Задар) живи до своје 46. године. Будислав Будисављевић уредник Новог Србобрана и Српског кола умире, као и новинар и уредник Српског кола, Милан Грчић, у 42. години живота. Сима Лукин Лазић, власник и уредник листа Врач погађач умире у 40. години.